# Batalla de Kollum
La batalla de Kollum o Kallo (en francés: Calloo) fue una victoria decisiva del ejército español comandado por el gobernador de los Países Bajos españoles, el cardenal-infante Fernando de Austria, contra los holandeses comandados por Federico Enrique de Orange-Nassau y Guillermo de Nassau-Hilchenbach. Esta derrota y el fracaso en el último sitio que los neerlandeses impusieron a la ciudad en 1646 permitió que  Amberes permaneciera en poder español hasta su ocupación por las tropas de la Alianza de La Haya del duque de Marlborough el 6 de junio de 1706.